# Паллена
Паллена (др.-греч. Παλλήνη) — персонаж древнегреческой мифологии. 
Дочь Сифона, царя одомантов во Фракии. Её отец вступал с её женихами в сражение и убил многих. Когда силы его покинули, отец приказал женихам Дрианту и Клиту сразиться между собой на колесницах. Паллена влюбилась в Клита и смогла погубить Дрианта. Отец хотел сжечь её, но с неба низвергся ливень, и отец выдал её замуж за Клита. По другой версии, её отец был влюблён в неё и понуждал её убивать женихов в поединках. Дионис одолел её в борьбе.
Также Паллена — одна из Алкионид. Её именем назван спутник Сатурна.